# Banana Fish
Бананова риба або Риба-бананка (англ. Banana Fish) — манґа, створена Акімі Йосідою, яка публікувалася в журналі Bessatsu Shojo Comic з 1985 по 1994 рік. На вересень 1994 року вийшло 19 томів танкобонів. Хоч Banana Fish і належить до жанру сьодзьо, але має популярність не тільки у жіночої, а й у чоловічої аудиторії.
Манга отримала адаптацію у вигляді аніме-серіалу від студії MAPPA, що транслювався з липня по грудень 2018 на noitaminA.

## Сюжет
1973 року у В'єтнамі американський солдат раптово божеволіє і відкриває вогонь по своїх товаришах. Єдині слова, які він промовив, коли його втихомирили: «бананова риба».
Через дванадцять років, поліція розслідує низку загадкових самогубств, а людина, яка вмирає, передає молодому і харизматичному лідеру банди — Ешу, пляшечку із загадковою речовиною.

## Персонажі
Еш Лінкс (яп. アッシュ・リンクス, Ассю Рінкусу)
Сейю: Юма Утіда: Сімнадцятирічний лідер вуличної банди. Його зовнішність базується на зовнішностях тенісиста Стефана Едберга та акторі Рівера Фенікса.
Ейджи Окумура (яп. 奥村 英二, Окумура Ейджи)
Сейю: Кендзі Нодзіма: Дев'ятнадцятирічний студент японського коледжу і колишній легкоатлет, що спеціалізувався на стрибках із жердиною. Зовнішність Ейджи натхнена актором Хіронобу Номура.
Макс Лобо (яп. マックス・ロボ, Маккусу Робо)
Сейю: Хіроаки Хирата: Ветеран війниу В'єтнамі, позаштатовий журналіст і в минулому співпрацівник Департаменту поліції Нью-Йорка. Прототипом зовнішності Макса став Гаррісон Форд.
Сюн'їті Ібе (яп. 伊部 俊一, Ібе Сюн'їті)
Сейю: Сіндзі Кавада: Японський фотожурналіст, що приїздить до Нью-Йорку з метою відзняти репортаж про вуличні банди.
Діно Ґольцине (яп. ディノ-ゴルツィネ, Діно Ґоруцине)
Сейю: Унсё Исидзука: Злодій у законі, що прагне розширити свій вплив, продаваючи наркотик владі США.

## Медіа

### Манґа
Banana Fish публікувалася в щомісячному журналі Bessatsu shōjo Comic видавництва Shogakukan з травня 1985 року до квітня 1994 року. Серія була зібрана у вигляді 19 томів танкобонів та 11 томів бункобон.

### Аніме
Banana Fish отримала адаптацію у вигляді 24-серійного аніме, випущене студією MAPPA та режисером Хіроко Уцумі. Серіал транслювався на телеканалі Fuji TV у програмному блоці Noitamina та відеохостингу Amazon Prime Video з 5 липня по 20 грудня 2018. Аніме було знято в рамках проєкту зі святкування 40-річчя дебюту Акімі Йосіди як манґаки. Дія серіалу була змінена з 1980-х на 2010-і роки: В'єтнамська війна була змінена на Іракську, були додані смартфони тощо.

## Сприйняття
Banana Fish отримала критичне та комерційне визнання і розійшлася тиражем понад 12 мільйонів копій у Японії. В 1998 манґа посіла перше місце в опитуванні «50 кращих манг», проведеному журналом Comic Link.
Хоч серія публікувалася і продавалася як манґа шьоджьо, щільний сюжет та інтенсивні діалоги залучили значну кількість шанувальників чоловіків та жінок старшого віку. Коли Banana Fish почала видаватися в північноамериканському журналі Pulp, вона продавалася як манґа сьонен. Фредерік Шодт ідентифікує мангу як одну з небагатьох шьоджьо-манґ, в читанні якої міг без сорому зізнатися.